# Kellogg's Tour 1988
Kellogg's Tour 1988 is een videospel voor de Commodore 64. Het spel werd uitgebracht in 1988. Het spel is een sportspel waarbij de speler kan fietsen. Het spel is vernoemd naar de professionele wielerronde die van 1987 tot 1994 in Groot-Brittannië werd verreden.